# Japan-Korea-Protektoratsvertrag von 1905
| Japan-Korea-Protektoratsvertrag von 1905 | Japan-Korea-Protektoratsvertrag von 1905 |
| Japanischer Name                         | Japanischer Name                         |
| ---------------------------------------- | ---------------------------------------- |
| Kanji                                    | 第二次日韓協約                           |
| Rōmaji nach Hepburn                      | Dai-ni-ji Nikkan kyōyaku                 |
| Übersetzung                              | Zweites Japanisch-Koreanisches Abkommen  |
| Koreanischer Name                        |                                          |
| Hangeul                                  | 제2차 한일 협약                          |
| Hanja                                    | 第二次韓日協約                           |
| Revidierte Romanisierung                 | Je-i-cha Han-il hyeobyak                 |
| McCune-Reischauer                        | Che-i-ch'a Han-il hyŏbyak                |
| Übersetzung                              | Zweites Koreanisch-Japanisches Abkommen  |

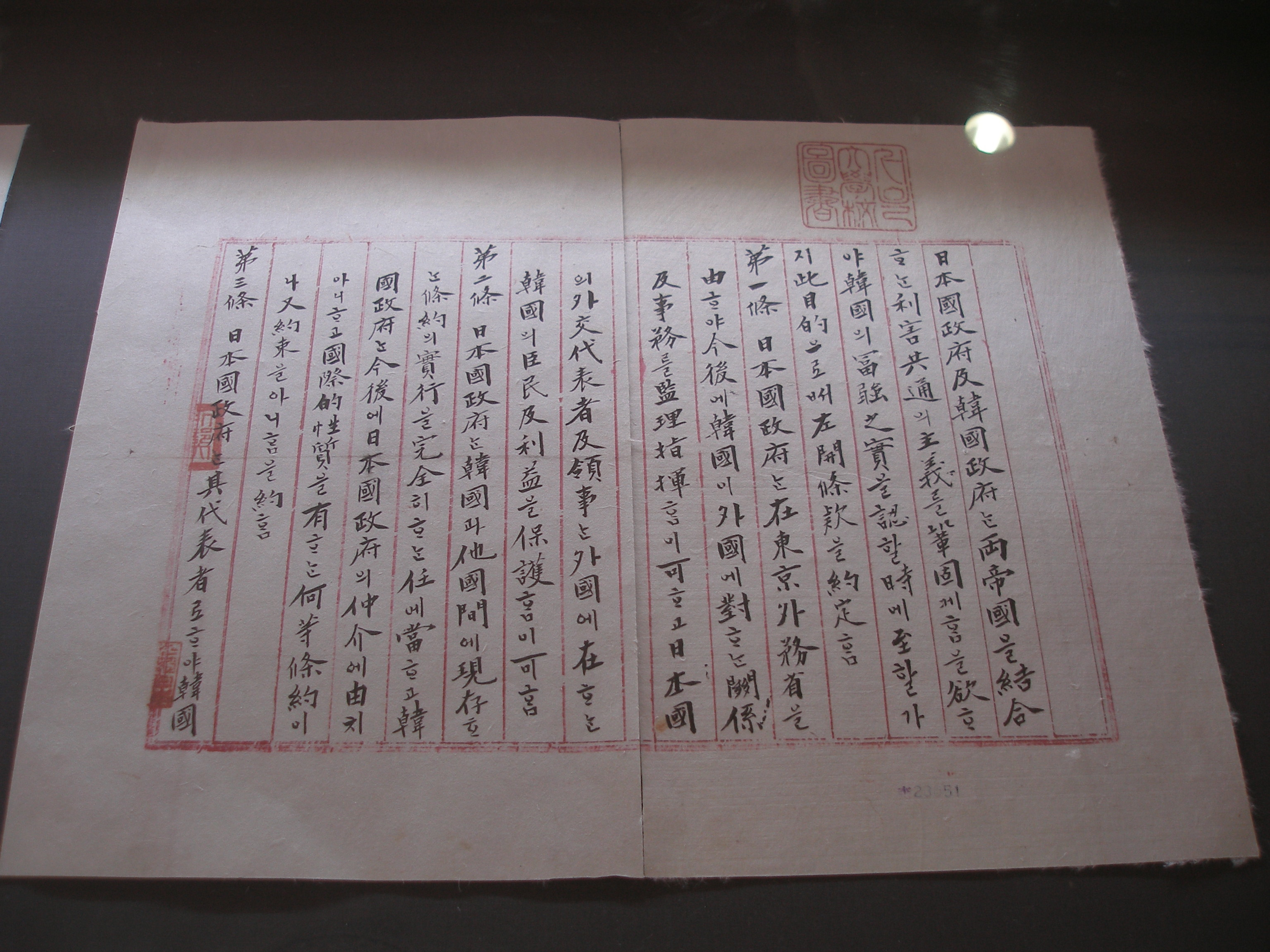
Das Original des Vertrages

Der Japan-Korea-Protektoratsvertrag, im Koreanischen auch Eulsa-Vertrag genannt, wurde am 17. November 1905 zwischen der Regierung des Kaiserreichs Korea und dem Japanischen Kaiserreich unter Druck Japans geschlossen. Kaiser Gojong (고종), als Souverän des Staates, verweigerte seine Unterschrift unter dem Vertrag, der durch die Nachwirkungen des Russisch-Japanischen Krieges, aus dem Japan siegreich hervorgegangen war, begünstigt wurde.
Der Vertrag bewirkte, dass Korea ein Protektorat Japans wurde und damit seine Souveränität verlor.

## Namen des Vertrages
In westlichen Veröffentlichungen wird der Vertrag als „Protektoratsvertrag“ bezeichnet. Zu Zeiten des Abschlusses des Vertrages wurde er in Japan Japanisch-Koreanischer Verhandlungsvertrag (jap. 日韓交渉条約, Nikkan kōshō jōyaku), und in Korea Koreanisch-Japanischer Verhandlungsvertrag (한일 협상 조약, 日韓交渉條約, Hanil hyeopsang joyak) genannt.
Im Japanischen ist der Vertrag unter verschiedenen Namen bekannt, darunter als „Zweites Japanisch-Koreanisches Abkommen“ (第二次日韓協約, Dainiji nikkan kyōyaku). Er wird aber auch „Isshi-Schutzvertrag“ (乙巳保護条約, Isshi hogo jōyaku, auch als Itsushi hogo jōyaku transkribiert, was übersetzt „Itsushi-Schutzvertrag“ bedeutet) und „Protektionsvertrag gegenüber Korea“ (韓国保護条約, Kankoku hogo jōyaku) genannt.
Auch im Koreanischen ist der Vertrag unter verschiedenen Namen bekannt, darunter als „Zweites Koreanisch-Japanisches Abkommen“ (제2차 한일 협약, 第二次韓日協約, jeicha hanil hyeobyak) bekannt. Er wird aber dort vor allem auch als Eulsa-Vertrag (을사 조약, 乙巳條約, Eulsa joyak) bezeichnet. Auch wird er „Eulsa-Schutzvertrag“ 을사 보호 조약, 乙巳保護條約, Eulsa boho joyak genannt.
Die Namen „Isshi“ (bzw. „Itsushi“) und „Eulsa“ (jap. 乙巳; kor. 을사) haben ihre Namen aus dem Chinesischen Kalender, dessen ein jeder seiner 60 Zyklen einen eigenen Namen trägt. Der Name entspricht dem 42. Jahr des 60-Jahre-Zyklus dieses Kalenders, zu welchem auch der Vertrag unterzeichnet wurde.

## Geschichte
Dem Sieg Japans im Russisch-Japanischen Krieg mit dem daraus resultierenden Rückzug der russischen Hegemonie über Korea folgend, und dem Taft-Katsura-Abkommen, in welchem die Vereinigten Staaten ihr Einverständnis abgaben, sich Japan gegenüber nicht in Belange einzumischen, welche Korea betrafen, strebte die japanische Regierung eine Formalisierung seiner Interessensphäre über die Koreanische Halbinsel an.

Flagge des Generalresidenten

Abgesandte der Nationen Japan und Korea trafen sich im November 1905 in Hanseong (heute Seoul), um eine Lösung ihrer Differenzen in Belangen bezüglich Koreas zukünftiger Außenpolitik zu lösen. Amerika war seinerzeit nicht abgeneigt Japan Einfluss auf Korea zu gewähren. Um mit den koreanischen Regierungsvertretern über einen Protektoratsvertrag zu verhandeln, wurde der japanische Politiker Itō Hirobumi ausgewählt, der der koreanischen Seite bereits wohlbekannt war und im März 1904 von Kaiser Gojong mit Ehren empfangen wurde. Doch Kaiser Gojong ließ sich von Hirobumi nicht überzeugen und lehnte den Vertrag beharrlich ab. Trotz seines Widerstandes unterzeichnete das koreanische Kabinett am 17. November 1905 den Protektoratsvertrag, durch den Japan vollständig die Verantwortung für Koreas Außenpolitik übernehmen konnte. Zugleich wurden alle Handelsangelegenheiten, welche über koreanische Häfen liefen, unter japanische Aufsicht gestellt. Verwaltet werden soll dies durch die Schaffung des neuen Postens des Generalresidenten als zentrale Anlaufstelle.

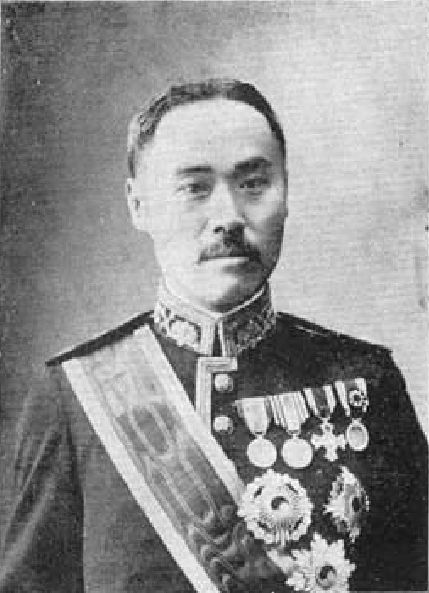
Yi Wan-yong (Aufnahme von 1910)

Der Vertrag wurde in Kraft gesetzt, nachdem die Unterschriften von fünf koreanischen Ministern vorlagen (welche später von koreanischen Historikern als „die fünf Eulsa-Verräter“ bezeichnet wurden):
- Minister des Äußeren Park Je-sun (박제순, 朴齊純)
- Minister der Armee Yi Geun-taek (이근택, 李根澤)
- Minister des Inneren Yi Ji-yong (이지용, 李址鎔)
- Minister der Landwirtschaft, Handel und Industrie Gwon Jung-hyeon (권중현, 權重顯)
- Minister der Erziehung Yi Wan-yong (이완용, 李完用)

Der Vertrag wurde am 23. November veröffentlicht. Als Begründung zur Annahme der Bedingungen des Vertrages erklärte Yi Wan-Yong auch für die anderen vier Minister: „Die Diplomatie unseres Landes ist bis in die heutige Zeit ohne Unterlass unbeständig gewesen. Als Folge hat Japan zwei große Kriege geführt und schwere Verluste erlitten, hat aber am Ende die Position Koreas garantiert. Sollte unsere Diplomatie wieder zu einer Störung der fernöstlichen Beziehungen führen, wäre dies unerträglich, sodass die Forderungen nicht zurückweisbar sind. Dies hat sich unsere Nation selbst zu schulden kommen lassen […]. Japan ist dazu entschlossen, seine Ziele zu erreichen, und da Japan stark und Korea schwach ist, haben wir nicht die Macht uns dem zu verweigern. Heute, da es zurzeit keine Gefühlsgegensätze gibt und keine Krise droht, sollten wir ein harmonisches Verständnis erzielen.“
Letztlich drückte sich in dieser Äußerung die Einsicht aus, dass Korea zu schwach war, um Japan Widerstand zu leisten und daher eher freiwillig einige Zugeständnisse machen sollte, in der Hoffnung, dass Japan die „Position Koreas“ weiter respektieren werde. Diese Hoffnung erfüllte sich allerdings nicht. Mit dem Japan-Korea-Annexionsvertrag von 1910 verlor Korea den letzten Rest seiner staatlichen Selbständigkeit und sank in den Status einer japanischen Kolonie herab.
Der Protektoratsvertrag von 1905 wurde ausdrücklich durch den Grundlagenvertrag zwischen Japan und der Republik Korea 1965 durch beide Vertragspartner als „schon null und nichtig“ deklariert.

## Vertragsinhalt
Insgesamt wurden fünf Vertragspunkte in diesem Vertrag festgehalten. Die wichtigsten Punkte und deren wichtigste Inhalte waren:
- In Artikel 1 wurde geregelt, dass das Japan zukünftig die Auslandsvertretung und -repräsentation für Korea übernimmt.
- In Artikel 2 verpflichtete sich Japan, alle noch gültigen Verträge Koreas mit ausländischen Mächten, die es bereits abgeschlossen hatte, fortzuführen und gegebenenfalls durchzusetzen. Korea wiederum durfte keine weiteren Verträge mit ausländischen Mächten unterzeichnen.
- In Artikel 3 wurde eine ständige Vertretung der japanischen Regierung am Kaiserhof Koreas ausgehandelt. Diese Vertretung, genannt „General-Resident“, hatte die Aufgabe sich um diplomatische Angelegenheiten zu kümmern und dirigieren.
- In Artikel 5 verpflichtete sich Japan, das Wohl und die Würde des koreanischen Kaiserhauses zu erhalten.

Auf Verlangen Gojongs wurde eine zeitliche Begrenzung des Vertrages eingearbeitet. Diese wurde in der Präambel niedergeschrieben. In dieser lautet es, dass der Vertrag „solange dienen soll, bis der Moment gekommen ist, an dem erkannt wird, dass Korea nationale Stärke erreicht hat.“

## Legalitätsdisput, Anfechtungsversuche und sonstige Nachspiele

### Legalitätsdisput zum Vertrag
Einige Staatsmänner haben den Protektoratsvertrag nicht unterzeichnet. Dies waren:
- Kaiser Gojong von Groß-Korea
- Premier-Minister Han Gyu-seol (한규설, 韓圭卨)
- Minister der Justiz Yi Ha-yeong (이하영, 李夏榮)
- Minister der Finanzen Min Yeong-gi (민영기, 閔泳綺)

Die fehlenden Unterschriften, besonders die des Kaisers, veranlassen koreanische Historiker dazu, über die juristische Legalität des Vertrages zu disputieren. Allerdings war Itō Hirobumi das Dekret Gojongs vom 3. August 1885 bekannt, wonach es bei Verträgen zwischen Groß-Korea und anderen Nationen ausreichte, wenn das Siegel des Außenministeriums auf dem Dokument vorhanden war. Dies tat Pak Je-sun in seiner Funktion als Außenminister mittels des entsprechenden Siegels; der Vertrag trat daraufhin sofort in Kraft.
Als Begründung zur Ablehnung der Bedingungen des Vertrages erklärte Han Gyu-seol: Er gebe zwar zu, dass „[Korea] nicht aus eigener Kraft heraus seine Unabhängigkeit erhalten kann“, aber er würde jeden kaiserlichen Befehl Gojongs verweigern, den Protektorats-Vertrag zu unterschreiben, auch wenn dies Zwangsrücktritt und Bestrafung durch den Kaiser wegen „Illoyalität“ nach sich ziehen würde.

### Volksprotest
Als der Vertrag unter der Bevölkerung Koreas bekannt wurde, gab es dort auch Protest. Jo Byeong-se und Mihn Yong-hwan, welche hohe Beamte und führende Widerständler gegen diese Protektoratsvertrag zwischen Japan und Korea waren, begingen Selbstmord als Zeichen ihres Widerstandes. Örtliche Yangbans und einfache Bürger gründeten Freischaren, damals in Korea (und heutzutage noch in Nord- und Südkorea) rechtschaffene Armeen genannt. Die aus diesem Anlass gegründeten Freischaren wurden (und werden) dort Eulsa Uibyeong (을사의병, 乙巳義兵, Rechtschaffene Armee gegen den Eulsa-Vertrag) genannt.

### Nachträgliche Anfechtung

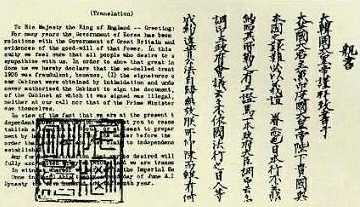
Kaiser Gojongs spät-nachträgliches Hilfsgesuch bezüglich der Anfechtung des Protektoratsvertrags

Gojong ließ Briefe zu den Großmächten zur Ersuchung von Unterstützung gegen das Inkrafttreten und die „illegale Signierung“ des Vertrags senden. Bis zum 21. Februar 2008 konnten 17 solcher Briefe aufgrund des Kaiserlichen Siegels als ihm zugehörig identifiziert werden.
Später, im Jahre 1907, sandte der koreanische Kaiser Gojong drei geheime Abgesandte zu den Haager Friedenskonferenzen, um dort gegen das Inkrafttreten des Vertrages zu protestieren. Dennoch lehnten die Großmächte der Welt eine Teilnahme Koreas an dieser Konferenz ab. Der Vertrag blieb auch weiterhin bis zur Kapitulation Japans im Zweiten Weltkrieg international unbestritten.

## Trivia

### Unmittelbar vor der Vertragsunterzeichnung
Um mit allen Mitgliedern des koreanischen Kabinetts gleichzeitig sprechen zu können, wurde als Termin der 17. November 1905 gewählt; an diesem Tag war das Kabinett zum Mittagessen bei der japanischen Gesandtschaft im Palast eingeladen. Dieses Datum wurde dann auch das Datum der Vertragsunterzeichnung.
Entlang der von den Ministern benutzten Wege zum Palast, um am gemeinsamen Mittagessen teilnehmen zu können, ließ Itō Wachposten der Kaiserlich Japanischen Armee aufstellen; diese waren seit 1885 legal nach dem Vertrag von Tientsin in Korea stationiert. Auch um den Palast und an Schlüsselpositionen Hanseongs wurden Wachposten errichtet. Offiziell wurde dies mit dem Schutz aller Beteiligten an den Verhandlungen erklärt. Es ist aber davon auszugehen, dass Itō eine Art „Nachrichtensperre“ etablierte, da er befürchtete, Proteste des Volkes könnten die Verhandlungen stören, sollten zu diesem Zeitpunkt schon vorab Informationen darüber von den Vertragsparteien nach außen getragen werden können. Auch die Minister wurden erst im Palast über den Vertragsinhalt informiert.

### Zu den nachträglichen Ungültigmachungsversuchen
Die in den koreanischen Medien öfters anzutreffende Behauptung, Pak Je-sun habe nicht selbst gesiegelt, sondern wurde von der japanischen Delegation gezwungen oder der Siegelring wurde ihm gestohlen und die japanische Delegation habe selber gesiegelt, geht auf eine Mutmaßung Gojongs zurück. Dieser hatte in einem Brief kurz nach der Unterzeichnung jene Mutmaßungen niedergeschrieben, da er zu diesem Zeitpunkt nicht glauben wollte, dass Pak Je-sun dies ohne seine ausdrückliche Einwilligung tun würde. Bis heute gibt es keinen Beweis für diese Behauptungen. In den späteren Briefen Gojongs (um 1906) wird diese Annahme nicht mehr erwähnt.